# Un Natale con amore
Un Natale con amore (A Godwink Christmas) è un film per la televisione del 2018 diretto da Michael Robinson.

## Distribuzione
Il film è stato distribuito nel 2018.